# Rafael (football, 1982)
Pour les articles homonymes, voir Rafael.
Rafael dos Santos Silva, plus communément appelé Rafael, est un footballeur brésilien né le 27 août 1982.